# 開聞仙田
開聞仙田（かいもんせんた）は、鹿児島県指宿市の大字。旧薩摩国頴娃郡頴娃郷仙田村、頴娃郡頴娃村大字仙田、揖宿郡頴娃町大字仙田、揖宿郡開聞村大字仙田、揖宿郡開聞町大字仙田。人口は1,483人、世帯数は592世帯（2015年10月1日現在）。郵便番号は891-0604。
仙田は江戸時代より見える地名である。仙田の領域より宝永年間に十町村（現在の開聞十町）、延享年間に利永村（現在の開聞上野・山川利永）、1956年に大字川尻（現在の開聞川尻）がそれぞれ成立している。

## 地理
指宿市の南部、池田湖の南西岸部に位置する。字域の北方には指宿市池田、南方には指宿市開聞川尻、西方には指宿市開聞十町、南九州市頴娃町郡、東方には指宿市開聞上野、山川利永、山川大山がそれぞれ隣接している。
字域の南部を国道226号が東西に通っている。それに並行して指宿枕崎線が通り、字域内には薩摩川尻駅が設置されている。北部は鹿児島県道28号岩本開聞線が南北に通っており、中部には鹿児島県道241号大山開聞線が東西に通っている。

### 湖沼
- 池田湖
- 鏡池[7] - 火山の爆発に伴う水蒸気爆発によって出来た凹地に水が流入して出来た池であり、典型的なマールである[8][9]。

### 河川
- 新川 - 字域の中央部を流れる。
- 宮田川 - 開聞十町との境を通り新川に合流する[7]。

## 歴史

### 先史時代
仙田では第二次世界大戦より前に考古学者である鳥居龍蔵によって弥生土器が発掘されたとされており、山崎五十麿などによって調査がなされたとされているが、詳細を知ることが出来る資料が存在していないという。1962年（昭和37年）には仙田の田中集落の公民館付近から縄文時代の頃のものとみられる指宿式土器や市来式土器が多数出土している。

### 仙田の成立と近世
仙田という地名は江戸時代より見え、薩摩国頴娃郡頴娃郷（外城）のうちの仙田村であった。村高（石高）は「天保郷帳」及び「郡村高辻帳」では5,378石余、「三州御治世要覧」では2,130石余、元禄11年の「頴娃村里改帳」では1,890石余、「頴娃郷旧跡帳」では1,173石余、「旧高旧領取調帳」には1,303石余と記されている。石高が大幅に減少した理由として後述の利永村分離が影響している。
枚聞神社付近の十町は宮十町と呼ばれていたが、宝永年間の初期に宮十町の区域及び仙田村のうちの山崎、入野、物袋、脇浦及び開聞岳の裾回りが合併し十町村（現在の指宿市開聞十町）が成立したとされる。延享元年に島津忠卿が応永24年に川辺城の戦いで和泉家当主であった直久が戦死して以降、断絶していた和泉家を継ぎ、今和泉島津家と称し、その際に指宿郷及び頴娃郷の一部から今和泉家の私領として今和泉郷が編成された。これに伴い仙田村のうち上野方限及び尾下方限の区域が割譲され、利永村（のちの利永村、現在の山川利永及び開聞上野）が編成され、利永村は今和泉郷のうちとなった。
文政7年の「旧跡帳」には仙田村の領域と十町村及び利永村の成立について以下のとおり記述されている。

一　仙田村
　右先年より仙田村と相唱村名相替不申候共宝永之初比「仙田村」之内山崎、入野、物袋、開聞岳之裾廻り等差欠「宮十町村」被召加「十町村」と村名被名相替且又延享元年今和泉被召建候節仙田村之内上野利永尾下り之一方限を差欠今和泉江被召付其残り当今之仙田村に而御座候
—旧跡帳
明治時代になると仙田村は大区小区制による小区となり、薩摩国頴娃郡第十七大区第十四小区となった。各村に戸長役場が設置されたが、1884年（明治17年）に頴娃郷の各村の戸長役場を統合し郡村（現在の南九州市頴娃町郡）に戸長役場が置かれた。

### 町村制施行以後
1889年（明治22年）に町村制が施行されたのに伴い、それまでの頴娃郷の区域に当たる郡村、十町村、仙田村、牧之内村、御領村、別府村、上別府村の区域より頴娃郡頴娃村が成立した。それまでの仙田村は頴娃村の大字「仙田」となった。また、大字の区域に区が設置され区長が任命された。
1947年（昭和22年）に町村制が廃止され、地方自治法が施行されたのに伴い従来の区を廃止し、頴娃村の出張所が各区に設置された。1950年（昭和25年）に頴娃村が町制施行し頴娃町となった。
1951年（昭和26年）には頴娃町のうち大字仙田及び大字十町の区域が分割され開聞村が成立した。これに伴って大字仙田は開聞村の大字となった。1955年（昭和30年）には利永村の一部（現在の開聞上野）の区域を編入したのと同時に開聞村が町制施行し開聞町となった。1956年（昭和31年）1月1日に大字仙田の一部より分割され大字川尻（現在の指宿市開聞川尻）が設置された。1960年（昭和35年）3月22日に日本国有鉄道指宿線（現在の指宿枕崎線）が山川町の山川駅から頴娃町の西頴娃駅まで開通したのに伴い、字域内にも薩摩川尻駅が設置された。
2006年（平成18年）1月1日には開聞町が指宿市及び山川町と新設合併し、新たに指宿市が設置された。合併に際して設置された法定合併協議会である「指宿地区3市町合併協議会」の協議において開聞町の区域の大字の名称については「開聞町○○」を「指宿市開聞○○」のようにそれまでの大字名に自治体の名称を冠したものに改称することとなり、それまでの大字仙田は指宿市の大字「開聞仙田」に改称した。

### 区域の変遷
| 江戸時代初期        | 宝永年間                          | 延享年間              | 1889年                  | 1945年                  | 1950年                | 1955年                                | 1960年                          | 2006年          |
| ------------------- | --------------------------------- | --------------------- | ----------------------- | ----------------------- | --------------------- | ------------------------------------- | ------------------------------- | --------------- |
| 頴娃郡頴娃郷 仙田村 | 頴娃郡頴娃郷 仙田村               | 頴娃郡頴娃郷 仙田村   | 頴娃郡頴娃村 大字仙田   | 揖宿郡頴娃町 大字仙田   | 揖宿郡開聞村 大字仙田 | 揖宿郡開聞町 大字仙田                 | 揖宿郡開聞町 大字仙田           | 指宿市 開聞仙田 |
| 頴娃郡頴娃郷 仙田村 | 頴娃郡頴娃郷 仙田村               | 頴娃郡頴娃郷 仙田村   | 頴娃郡頴娃村 大字仙田   | 揖宿郡頴娃町 大字仙田   | 揖宿郡開聞村 大字仙田 | 揖宿郡開聞町 大字仙田                 | 揖宿郡開聞町 大字川尻 ※川尻地区 | 指宿市 開聞川尻 |
| 頴娃郡頴娃郷 仙田村 | 頴娃郡頴娃郷 仙田村               | 揖宿郡今和泉郷 利永村 | 揖宿郡今和泉村 大字利永 | 揖宿郡今和泉村 大字利永 | 利永村 （大字なし）   | 揖宿郡開聞町 大字上野 ※上野地区       | 揖宿郡開聞町 大字上野           | 指宿市 開聞上野 |
| 頴娃郡頴娃郷 仙田村 | 頴娃郡頴娃郷 仙田村               | 揖宿郡今和泉郷 利永村 | 揖宿郡今和泉村 大字利永 | 揖宿郡今和泉村 大字利永 | 利永村 （大字なし）   | 揖宿郡山川町 大字利永 ※利永・尾上地区 | 揖宿郡山川町 大字利永           | 指宿市 山川利永 |
| 頴娃郡頴娃郷 仙田村 | 頴娃郡頴娃郷 十町村 ※宮十町と合併 | 頴娃郡頴娃郷 十町村   | 頴娃郡頴娃村 大字十町   | 頴娃郡頴娃町 大字十町   | 頴娃郡開聞村 大字十町 | 揖宿郡開聞町 大字十町                 | 揖宿郡開聞町 大字十町           | 指宿市 開聞十町 |

## 人口
以下の表の1958年（昭和33年）から1991年（平成3年）までのデータは「開聞町郷土誌改訂版」の地区別人口の推移より引用し、1995年（平成7年）以降のデータについては国勢調査による小地域集計による人口の推移である。
| 統計年             | 統計年 | 人口  | 人口 |
| ------------------ | ------ | ----- | ---- |
| 1958年（昭和33年） | [ 29 ] | 3,131 |      |
| 1969年（昭和44年） | [ 29 ] | 2,558 |      |
| 1983年（昭和58年） | [ 29 ] | 2,250 |      |
| 1985年（昭和60年） | [ 29 ] | 2,232 |      |
| 1987年（昭和62年） | [ 29 ] | 2,247 |      |
| 1989年（平成元年） | [ 29 ] | 2,237 |      |
| 1991年（平成3年）  | [ 29 ] | 2,163 |      |
| 1995年（平成7年）  | [ 30 ] | 2,160 |      |
| 2000年（平成12年） | [ 31 ] | 1,989 |      |
| 2005年（平成17年） | [ 32 ] | 1,810 |      |
| 2010年（平成22年） | [ 33 ] | 1,669 |      |
| 2015年（平成27年） | [ 3 ]  | 1,483 |      |

## 文化財

### 市指定
指宿市が指定した文化財は以下のとおりである。
- 鳥越堀切（史跡）
- 天の岩屋供養塔群（有形文化財）
- 上仙田東屋敷供養塔群（有形文化財）
- モクヨ山六地蔵塔(仙田室屋)（有形文化財）
- 決湖碑（有形文化財）

## 施設

### 公共
- 唐船峡公園（開聞十町との境界上）
- 指宿市開聞観光案内所
- 開聞児童館[35]
- 仙田農村公園[36]
- 上仙田農村公園[36]

### 郵便局
- 仙田簡易郵便局[37]
- 下仙田簡易郵便局[38]

### 寺社
- 興玉神社

## 小・中学校の学区
市立小・中学校に通う場合、学区（校区）は以下の通りとなる。
| 大字     | 地区 | 小学校             | 中学校             |
| -------- | ---- | ------------------ | ------------------ |
| 開聞仙田 | 全域 | 指宿市立開聞小学校 | 指宿市立開聞中学校 |

## 交通

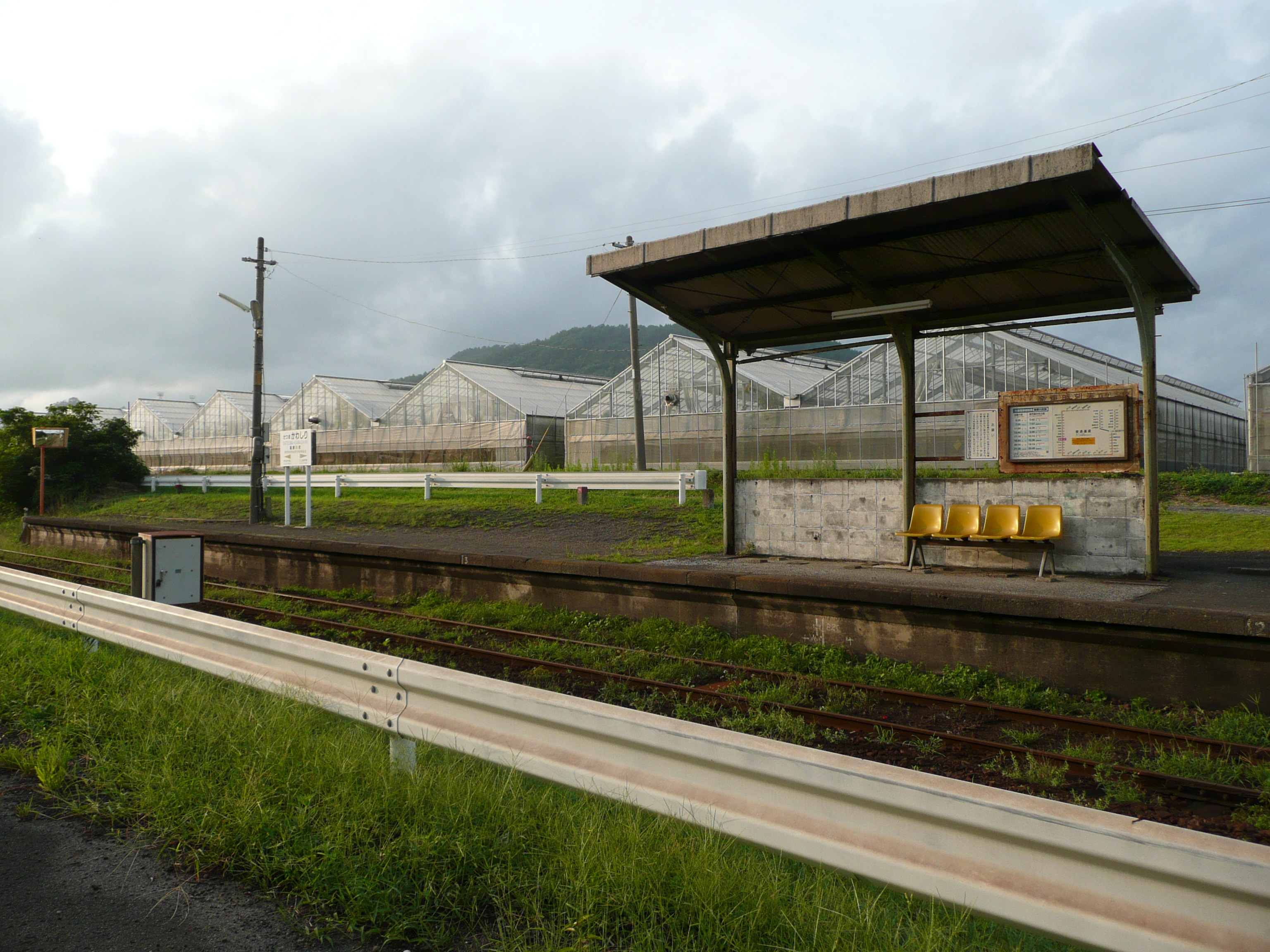
薩摩川尻駅

### 道路
国道
- 国道226号

県道
- 鹿児島県道28号岩本開聞線
- 鹿児島県道241号大山開聞線
- 鹿児島県道243号長崎鼻公園開聞線

### 鉄道
九州旅客鉄道指宿枕崎線
- 薩摩川尻駅